# Mikky Ekko
Mikky Ekko, pseudonimo di John Stephen Sudduth (Shreveport, 17 dicembre 1984), è un cantautore e produttore discografico statunitense.
L'artista, sotto contratto con l'etichetta discografica RCA Records, è conosciuto per aver duettato con Rihanna nel brano musicale Stay, pubblicato il 7 gennaio 2013.

## Biografia
Nato in Louisiana, Mikky Ekko ha vissuto un'infanzia movimentata caratterizzata da numerosi viaggi negli Stati Uniti del sud con suo padre, predicatore religioso; dopo aver vissuto per un breve periodo a Tupelo (Mississippi), si è trasferito a Nashville (Tennessee) e ha iniziato a suonare in una band. Ha iniziato a lavorare scrivendo canzoni per altri artisti, ma capì subito che il suo futuro sarebbe stato scrivere canzoni per sé stesso. Il 15 febbraio 2009 ha pubblicato il suo primo extended play, intitolato Strange Fruit. Riguardo a Nashville, Sudduth ha dichiarato che "è fortunato a vivere in una città così amabile e ospitale". Il cantante si è sposato nel 2011 a Nashville con la fashion designer Becca Lou.

## Carriera musicale

### 2010-2012: Gli inizi
Il primo singolo ufficiale di Mikky Ekko, intitolato We Must Be Killers , è stato pubblicato sul suo account YouTube il 17 luglio 2012 raggiungendo 100.000 visualizzazioni e pubblicato su iTunes il 6 agosto 2012. La canzone è stata inserita tra le colonne sonore della seconda stagione della serie televisiva statunitense Teen Wolf. Il video musicale del suo secondo singolo, Feels Like the End, è stato pubblicato su YouTube il 25 settembre 2012. Il terzo singolo, intitolato Pull Me Down è stato reso disponibile in download digitale il 30 ottobre 2012 e il video musicale prodotto per il brano è stato pubblicato il 16 novembre 2012. Ryan Hemsworth ha distribuito un remix di Pull Me Down, pubblicato su iTunes il 7 dicembre 2012.

### 2012-presente: La svolta
Nel novembre 2012, il suo nome compare tra gli artisti che hanno partecipato alla realizzazione dell'album Unapologetic della cantante barbadiana Rihanna per aver duettato con lei nel brano musicale Stay, estratto come singolo il 7 gennaio 2013. La canzone è entrata nelle classifiche di molti paesi raggiungendo la top ten in Regno Unito, la top five in Scozia e la top twenty in Irlanda, divenendo la prima produzione musicale di Ekko ad entrare in classifica.
Mikky Ekko sta lavorando, con il produttore discografico Clams Casino, alla produzione del suo primo album; alcuni brani musicali vedono la partecipazione di Paul Epworth, Dave Sitek, John Hill e Justin Parker. Anche se non è stata ancora definita una data precisa, la RCA Records ha dichiarato che la pubblicazione dell'album sarà imminente nel 2013.
Ha inoltre contribuito alla colonna sonora del film Hunger Games: La ragazza di fuoco con il brano Place for us.

## Discografia

### Album
- 2015 - Time

### Singoli

#### Da artista principale
- 2012 - We Must Be Killers
- 2012 - Feels Like the End
- 2012 - Pull Me Down
- 2013 - Kids
- 2014 - Smile
- 2014 - Time
- 2015 - Watch Me Rise
- 2017 - Blood on the Surface
- 2017 - Light the Way
- 2018 - Not The One
- 2018 - Moment

#### Da ospite
- 2012 - Paint It Red (Two Inch Punch con Mikky Ekko)[14]
- 2013 - Stay (Rihanna con Mikky Ekko)
- 2013 - One Voice (David Guetta feat Mikky Ekko)
- 2015 - Don't let go (Giorgio Moroder feat Mikky Ekko)

### Extended Play
- 2009 - Strange Fruit[15]
- 2010 - Reds[16]
- 2010 - Blues[17]